# Fritz Arndt

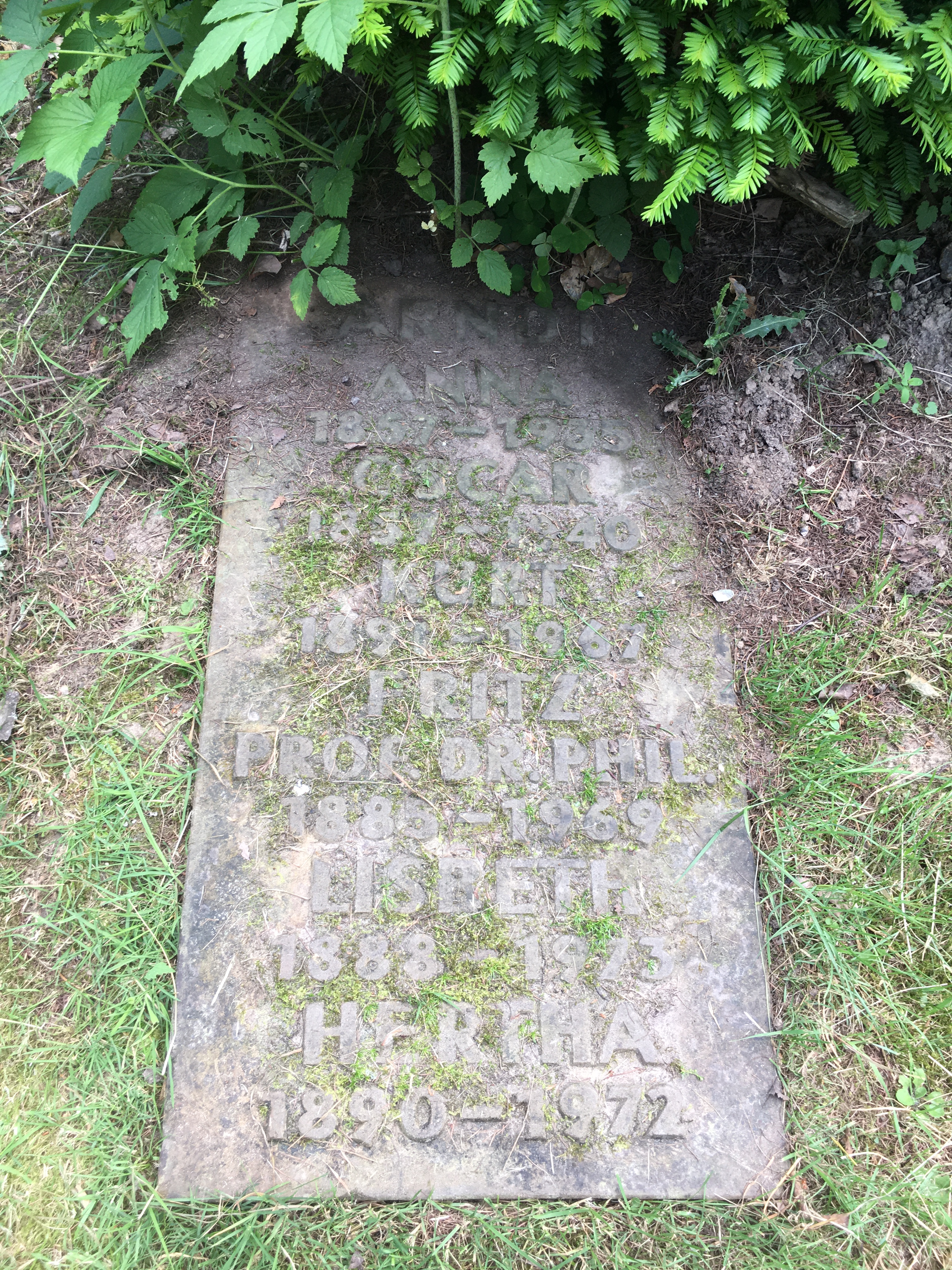
Grabstätte Fritz Arndt auf dem Friedhof Ohlsdorf

Fritz Arndt (* 6. Juli 1885 in Hamburg; † 8. Dezember 1969 ebenda) war ein deutscher Chemiker und Lehrstuhlinhaber in Breslau.

## Leben
Fritz Arndt war der Sohn des Kaufmanns Oscar Arndt und der Anna Himmelheber. Er absolvierte in seiner Heimatstadt Hamburg seine Schulzeit und begann an der Universität Genf Chemie zu studieren. Später wechselte er an die Universität Berlin und beendete 1908 das Studium an der Universität Freiburg mit einer Promotion bei Ludwig Gattermann.
In Freiburg bekam er noch im selben Jahr eine Anstellung als wissenschaftlicher Assistent. Später wechselte er in gleicher Position nach Greifswald und Kiel. Dort habilitierte er sich 1911 und ging als Privatdozent an die Universität Breslau. 1915 nahm Arndt einen Ruf an die osmanische Universität Darülfünun in Konstantinopel an und lehrte dort drei Jahre lang. Dort gründete er 1917 mit Kurt Hoesch und Gustav Fester (1886–1963) das Institut für Allgemeine und Industrielle Chemie. 1918 kehrte er als außerordentlicher Professor nach Breslau zurück und wurde dort zehn Jahre später ordentlicher Professor. 1932/33 war er Mitglied der  Deutschen Volkspartei.
Arndt heiratete 1915 Julia Heimann, sie hatten die Kinder Heinz Wolfgang Arndt, Walter Werner Arndt und Bettina, verheiratete Jessel. Arndt war seit 1930 in zweiter Ehe verheiratet mit Hertha Hübner (1890–1972) und hatte noch eine Stieftochter.
Nach der Machtübergabe an die Nationalsozialisten 1933, wurde Arndt, der der evangelischen Kirche angehörte, aufgrund des Gesetzes zur Wiederherstellung des Berufsbeamtentums als „Halbjude“ aus seinem Amt vertrieben. Noch im selben Jahr emigrierte er nach Großbritannien und bekam für einige Monate einen Lehrauftrag an der Universität Oxford. 1934 nahm er einen Ruf an die Universität Istanbul an und wurde bald zum Direktor des Chemischen Institut dieser Universität befördert. Nach dem Zweiten Weltkrieg erhielt er die türkische Staatsbürgerschaft. Zusammen mit Kollegen und anderen Emigranten gründete er dort wenig später eine Privatakademie. Im Auftrag des türkischen Bildungsministeriums übersetzte er die alten arabischen chemischen Symbole in die international bekannten Symbole. Er übersetzte viele chemische Fachbegriffe in die türkische Sprache. Nahezu 20 Jahre wirkte Arndt als Chemiker und Hochschullehrer in Istanbul.
Danach kehrte er in seine Heimatstadt zurück, bekam den Status eines Emeritus und wirkte ab 1955 als Honorarprofessor an der Universität Hamburg. Dieses Amt hatte er bis an sein Lebensende inne. 1964 wurde er zum Mitglied der Gelehrtenakademie Leopoldina gewählt.
Arndt gilt als einer Mitbegründer der Lehre der Mesomerie. Hauptsächlich beschäftigte er sich mit der organischen Chemie und war einer der Ersten, die Diazomethan als präparatives Hilfsmittel einführten.
Die von ihm und Bernd Eistert beschriebene Arndt-Eistert-Homologisierung trägt seinen Namen. Seine letzte Ruhestätte fand er auf dem Friedhof Ohlsdorf in seiner Geburtsstadt. Das heute verwaiste Familiengrab befindet sich im Planquadrat W 11 nordöstlich von Kapelle 1.

## Schriften (Auswahl)

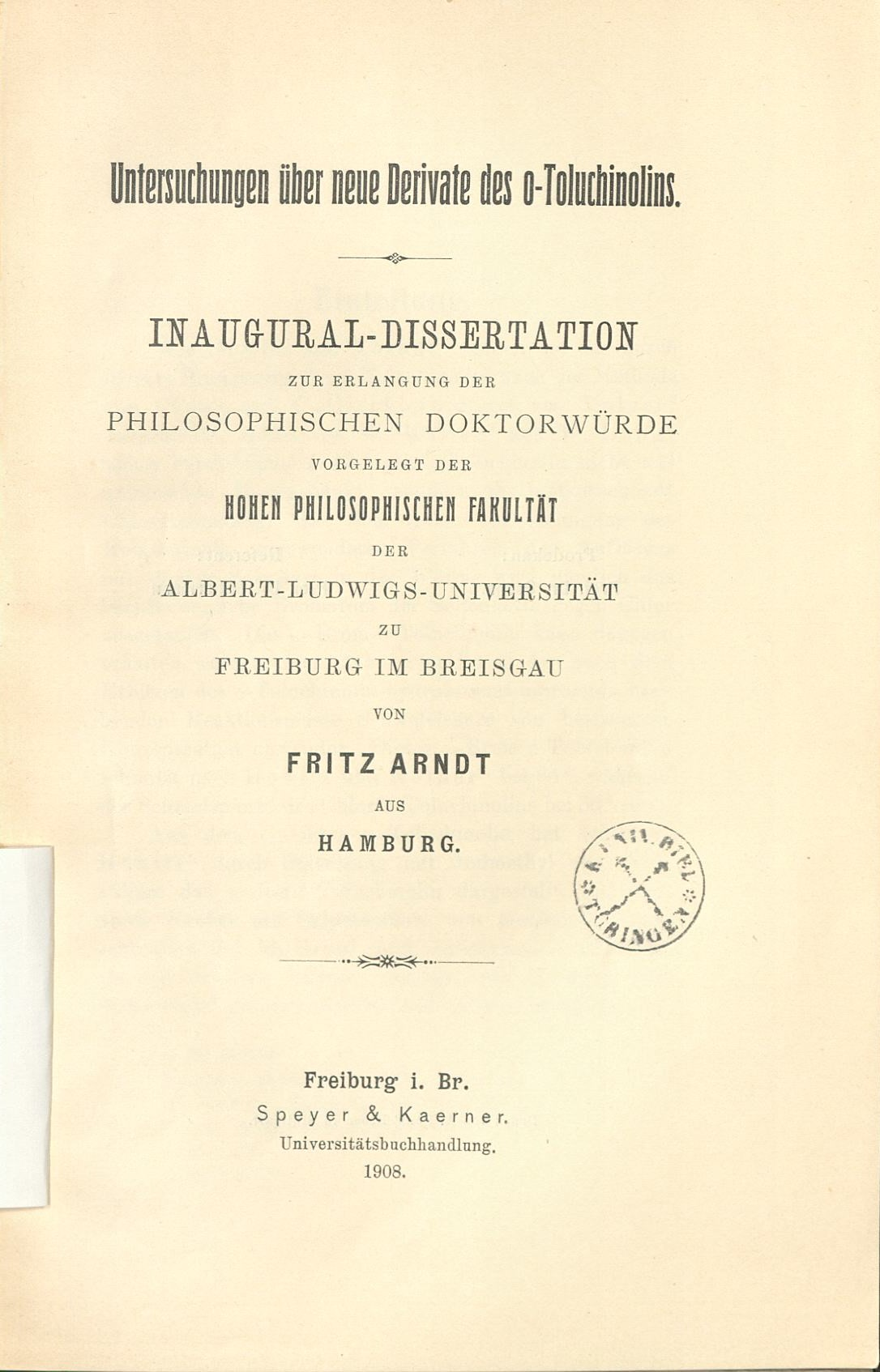
Dissertation (1908)

- Untersuchungen über neue Derivate des o-Toluchinolins. Dissertation Freiburg 1908.
- Über aromatische Isothioharnstoffe und Orthothiokohlensäureester. Habilitationsschrift Breslau 1912.
- Kurzes chemisches Praktikum für Mediziner und Landwirte. 1912; 14.–17. Auflage: Berlin 1932.
- Methoden der organischen Chemie. (Houben-Weyl). 1953.